# Karl Förster (Jurist)
Karl Wilhelm Förster (* 10. Februar 1898 in Dresden als Carl Wilhelm Förster; † nach 1972) war ein deutscher Jurist, Volkswirt und Hochschullehrer.

## Leben
Er war der Sohn des Juristen Otto Förster (1852–1912), königlich-sächsischer Landgerichts- und Oberjustizrat, Ritter des Albrechtsordens. Seine Mutter war Elisabeth Förster geborene Wehinger. Nach dem Schulbesuch studierte er Rechts- und Staatswissenschaften an den Universitäten Leipzig und Freiburg im Breisgau und ließ sich danach als Rechtsanwalt in Freiberg nieder. Ab 1926 arbeitete er am Landgericht Freiberg und ab 1927 gleichzeitig auch als Notar. An der Bergakademie Freiberg wurde er 1926 außerordentlicher Professor für Verkehrswirtschaft und Volkswirtschaftslehre. Nach Ausbruch des Zweiten Weltkrieges wurde er zur Wehrmacht einberufen. Nach Rückkehr aus der Kriegsgefangenschaft war er erneut kurzzeitig als Hochschullehrer an der Bergakademie tätig und ging dann in die westlichen Besatzungszonen. Hier wurde er Leiter des Referats für Verkehrswissenschaften der Rhein-Main-Donau AG. 1959 trat er als Honorarprofessor erneut in den Universitätsdienst. Er gab Lehrveranstaltungen an der Ludwig-Maximilians-Universität München.

## Werke (Auswahl)
- Absatzfragen des mitteldeutschen Braunkohlenbergbaues. 1927.
- Elektrizitätswirtschaft unter dem Gesichtspunkte der Wehrwirtschaft. 1936.
- Verkehrswirtschaft und Krieg. Schriften zur kriegswirtschaftlichen Forschung und Schulung. Hanseatische Verlags-Anstalt, Hamburg 1937.
- Die Rhein-Main-Donau-Grossschiffahrtsstrasse in der Raumplanung. Selbstverlag, München 1957.
- Die Rhein-Main-Donau-Grossschiffahrtsstrasse in der Raumplanung. 2. Aufl., Guthsmuths, München 1963.
- Die Bedeutung der Rheinregion für den Donauraum und des Donauraums für die Rheinregion. München 1964.
- Allgemeine Energiewirtschaft. Berlin 1965; 2., überarb. Aufl., München 1973.